# Kamienica przy ul. Bolesława Krysiewicza 3 w Poznaniu
Kamienica przy ul. Bolesława Krysiewicza 3 w Poznaniu – neorenesansowa kamienica, nazywana potocznie „Żelazkiem”, usytuowana na rogu ul. Bolesława Krysiewicza 3 i ul. Ogrodowej 19 w Centrum Poznania.

## Historia

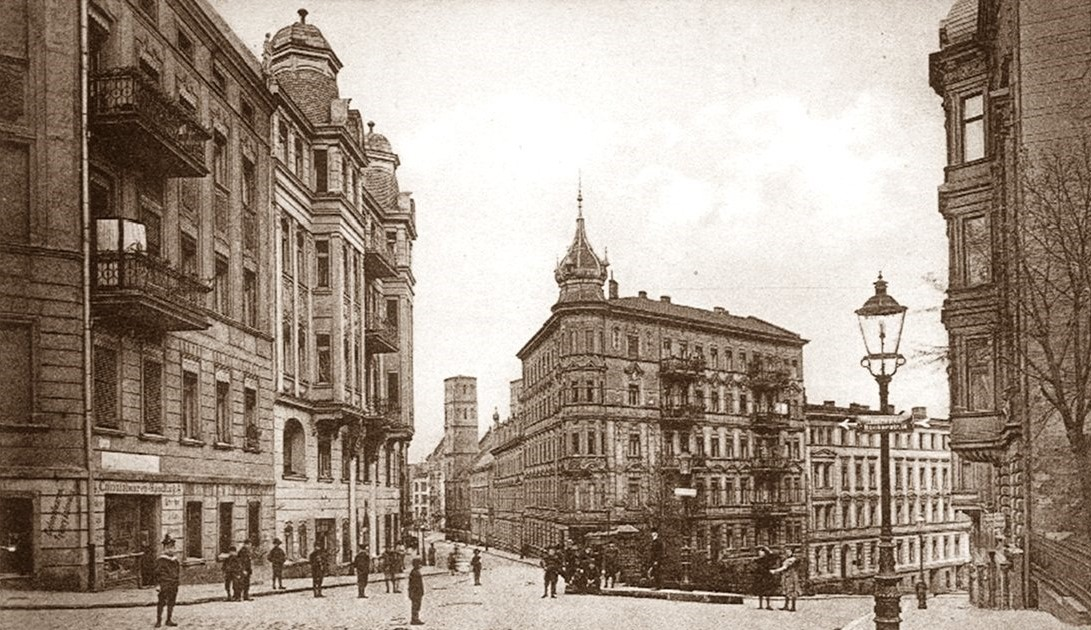
Kamienica w latach 1910–1915

Neorenesansowy budynek powstał pod koniec XIX wieku. Budowę ukończono w 1900 roku. Budynek postawiono na niewielkiej trójkątnej parceli i jego wygląd przypomina żelazko. Potoczna nazwa kamienicy jest także nawiązaniem do kształtu gmachu Flatiron Building usytuowanego w Nowym Jorku, którego bryła kojarzy się z żelazkiem.
W wyniku nieprawidłowej rozbiórki sąsiadującego z kamienicą „Żelazko” budynku naruszono konstrukcję „Żelazka”, co w konsekwencji doprowadziło do decyzji nakazującej jego rozbiórkę. Prace rozbiórkowe przeprowadzono w 2011 roku. Biuro projektowe CDF Architekci wykonało projekt odtworzenia kamienicy. W latach 2017–2019 trwały prace związane z rekonstrukcją kamienicy. Cały proces odbudowy konsultowano z miejskim konserwatorem zabytków. Elewację budynku odtworzono przy użyciu tradycyjnych metod i materiałów zgodnych z oryginalnymi. W grudniu 2018 roku odtworzono także wieńczącą narożnik kamienicy charakterystyczną wieżyczkę, która uległa zniszczeniu w czasie II wojny światowej i nie została później zrekonstruowana. Dodatkowo pod budynkiem powstał dwupoziomowy parking, a parter zajęły lokale przeznaczone pod działalność usługową.
Kamienicę zrekonstruowano według pierwotnego projektu z 1900 roku. Za realizację budowy odpowiedzialne było przedsiębiorstwo budowlane PORR S.A. Wierne odtworzenie dawnej kamienicy możliwe było dzięki zachowanej historycznej ikonografii oraz technice skanowania trójwymiarowego. Udział w odbudowie mieli również mieszkańcy Poznania, którzy w odpowiedzi na apel inwestora wysyłali swoje archiwalne zdjęcia ukazujące oryginalną kamienicę na przestrzeni lat. 
W 2020 roku budynek otrzymał Nagrodę Prezydenta Miasta Poznania im. Jana Baptysty Quadro za najlepszą realizację roku 2019.